# Panajota Wlachaki
Panajota Wlachaki (ur. 3 kwietnia 1991) – grecka lekkoatletka specjalizująca się w biegach długodystansowych. Olimpijka.
Wlachaki w sierpniu 2016 wystartowała w olimpijskim maratonie – podczas biegu w Rio de Janeiro uzyskała czas 2:59:12, zajmując 118. pozycję.
Rekord życiowy: maraton – 2:43:00 (17 kwietnia 2016, Enschede).

## Osiągnięcia
| Rok  | Impreza              | Miejsce        | Konkurencja | Pozycja      | Wynik   |
| ---- | -------------------- | -------------- | ----------- | ------------ | ------- |
| 2016 | Igrzyska olimpijskie | Rio de Janeiro | maraton     | 118. miejsce | 2:59:12 |